# ثقافة كولومبيا

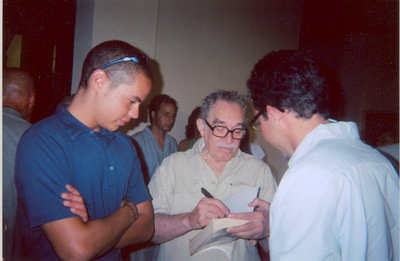
غابرييل غارثيا ماركيث واحد من الممثلين الرئيسيين للألبوم الأمريكي اللاتيني.

ثقافة كولومبيا هي نتاج خليط عرقي من السكان الأمريكيون الأصليون والأوروبيون خصوصاً الإسبان بالإضافة إلى الأفارقة وبعض المهاجرون العرب وكان نتيجة هذا الخليط بلد متعدد الأعراق مع ثقافات وميزات مختلفة وفقا لكل منطقة الدين يأخذ جانباً مهماً في تحديد الهوية الثقافية للبلد 95٪ من السكان هم من الكاثوليك.

## تاريخ
أسهمت الحضارات الهندية المتقدمة في إيجاد بواكير الأعمال الفنية في كولومبيا منذ مئات السنين. وما تزال التماثيل الحجرية العملاقة لآلهة الهنود منتصبة عالية في جبال الأنديز في جنوب كولومبيا. ويعرض متحف الذهب في بوجوتا مجوهرات نفيسة، وتماثيل صغيرة، وأشياء جميلة أخرى صُنعت يدويًا من قبل الصاغة الهنود.
بعد وصول المستعمرين الأسبان إلى كولومبيا أغفل الناس تدريجيًا التقاليد الفنية الهندية. ولقد كانت الفنون في كولومبيا حتى القرن العشرين تعكس إلى حدٍ كبيرٍ الأساليب الأوروبية. وخلال منتصف القرن العشرين اكتسب العديد من الفنانين في كولومبيا اعترافًا عالميًا بأعمالهم المتميزة بالأصالة.

## أدب
والكولومبيون يقدرون الكتَّأب كثيرًا وخاصة الشعراء منهم. وكثير من المحامين والأساتذة وغيرهم من ذوي الاختصاصات الأخرى يقرضون الشعر في أوقات الفراغ. وقد غدت رواية ماريا (1867 م) من تأليف جورج إسحاق أول عمل في الأدب الكولومبي تنال شهرة في جميع أنحاء أمريكا اللاتينية. وهي قصة عاطفية عن الحب والموت تقع أحداثها في ريف كولومبيا. كما فاز جأبريل خوزيه جارسيا ماركويز، وهو أبرز كاتب في كولومبيا اليوم، بجائزة نوبل للأدب في عام 1982 م. حيث تجمع قصصه عن الحياة في أمريكا اللاتينية بين الخيال والواقع.

## رياضة
من أكثر الرياضات التي تمارس في كولومبيا هي التزحلق على الجليد، وكرة القدم الرياضة الأكثر شعبية في كولومبيا وهناك العديد من اللاعبون الكولمبيون المشهورون مثل كارلوس فالديراما ورينيه هيجيتا وراداميل فالكاو وجيمس رودريغي

## موسيقى
أشهر فنانينيها الموسيقيين شاكيرا التي تشتهر بغناء الروك والجاز. ورقصة الزومبا التي اشتهرت على يد بيتو.

## معرض صور

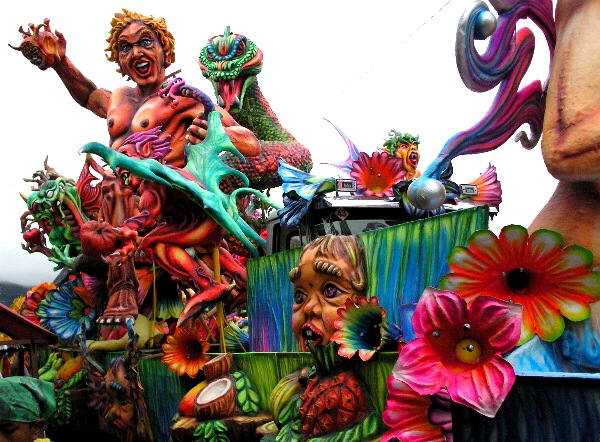
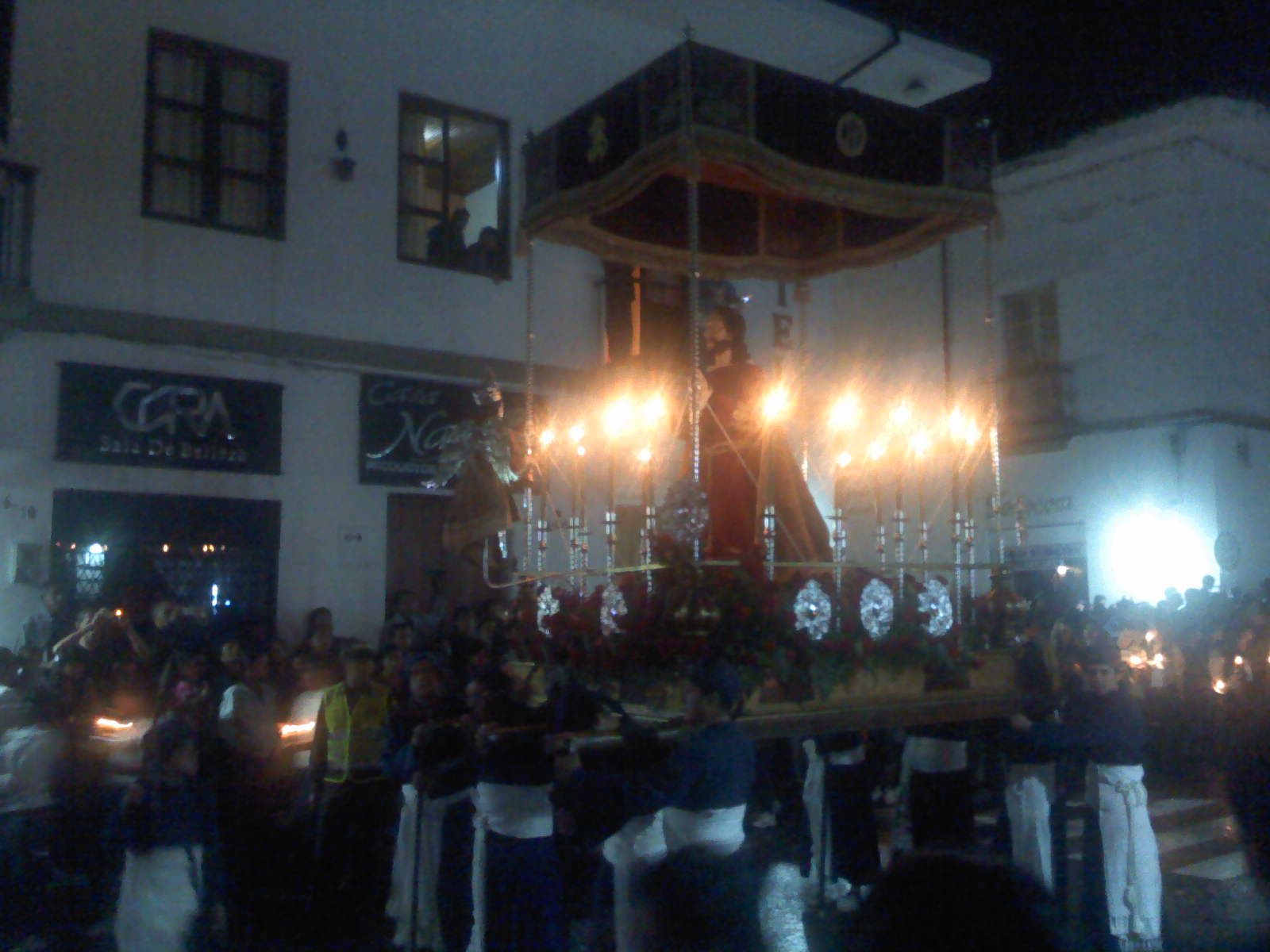
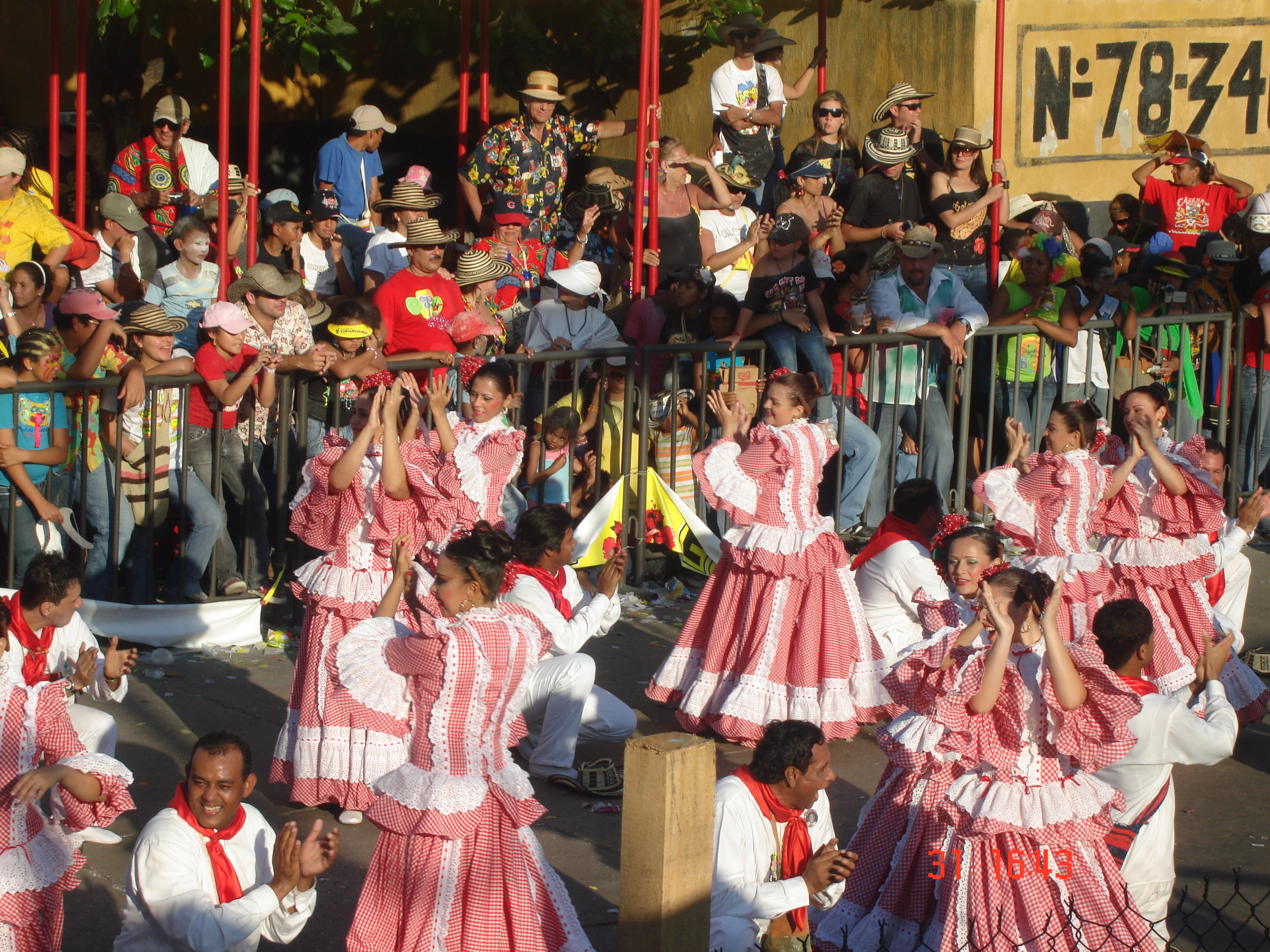